# Монтгомери (Мичиген)
Монтгомери (енгл. Montgomery) град је у америчкој савезној држави Мичиген.

## Демографија
По попису из 2010. године број становника је 342, што је 44 (-11,4%) становника мање него 2000. године.
| Група             | 2000.       | 2010.       |
| Белци             | 375 (97,2%) | 328 (95,9%) |
| Афроамериканци    | 0 (0,0%)    | 0 (0,0%)    |
| Азијати           | 2 (0,5%)    | 2 (0,6%)    |
| Хиспаноамериканци | 8 (2,1%)    | 7 (2,0%)    |
| Укупно            | 386         | 342         |